# ساتوشی ماشیمو
ساتوشی ماشیمو (انگلیسی: Satoshi Mashimo؛ زادهٔ ۶ مارس ۱۹۷۴) بازیکن فوتبال اهل ژاپن است.